# Thomas Reineck
Thomas Reineck (ur. 18 listopada 1967 w Klausdorf) – niemiecki kajakarz, dwukrotny złoty medalista olimpijski.
Oba medale wywalczył w kajakowych czwórkach. Urodził się w RFN i do zjednoczenia Niemiec występował w barwach tego kraju, biorąc m.in. udział w IO 88. W 1992 w Barcelonie zwyciężyła osada w składzie Mario von Appen, Oliver Kegel, André Wohllebe, Reineck. Cztery lata później płynął tylko on (z Olafem Winterem, Detlefem Hofmannem i Markiem Zabelem). Jako członek czwórki wywalczył szereg medali na mistrzostwach świata (złoto w 1993 i 1995).